# Charlotte Bournonville

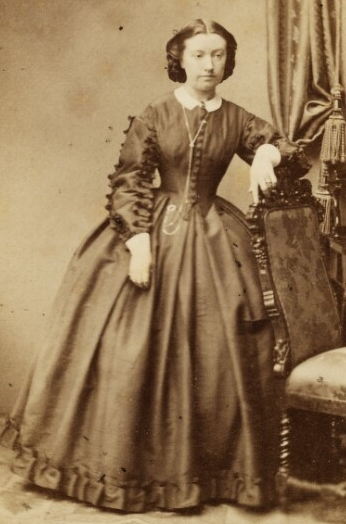
Charlotte Bournonville, o. D.

Charlotte Helene Frederikke Bournonville (* 29. November 1832 in Kopenhagen; † 2. März 1911 ebenda) war eine dänische Opernsängerin und Schauspielerin. Die Tochter des berühmten dänischen Ballettmeisters August Bournonville sang 1857 zunächst in Stockholm, bevor sie zwei Jahre später an das Königliche Dänische Theater in Kopenhagen kam. Sie ist auch dafür bekannt, dass sie den Töchtern von König Christian IX. Gesangsunterricht gab. In Anerkennung ihrer Verdienste erhob der König sie 1863 in den Rang einer königlichen Kammersängerin (Kongelig Kammersanger).

## Leben
Charlotte Bournonville wurde als Tochter von August Bournonville und Helena Fredrika Håkansson geboren und erhielt Gesangsunterricht bei Carl Helsted in Kopenhagen, Alexander Adam Arlet in Wien und Giovanni Battista Lamperti in Mailand. Anfang 1857 trat sie in Konzerten in Paris auf, bevor sie im Juli von der Königlichen Oper in Stockholm engagiert wurde, wo sie in mehreren Konzerten auftrat und die Fidès in Meyerbeers Oper Le prophète spielte. Im Winter 1858/59 trat sie in Hamburg und Frankfurt am Main auf. Danach ließ sie sich in Kopenhagen nieder, wo sie vom Königlichen Theater engagiert wurde und bis 1884 eine feste Anstellung hatte, wo sie zunächst in Vaudeville-Operetten auftrat, bevor sie Mezzosopranrollen in der Oper übernahm. Zu ihren Rollen gehörten Azucena in Il trovatore, Diana in Les diamants de la couronne, Mme Bertrand in Le maçon, Fru Ragnhild in Ivar Hallströms Den bergtagna („Der Bergmann“), Marthe in Faust und Marguerite in La dame blanche.
Obwohl sie gute Leistungen erbrachte, wurde Bournonville von der Mezzosopranistin Josephine Zinck überflügelt, deren Aussehen ihr fehlte, weshalb sie immer seltener auftrat. 1884 zog sie sich endgültig vom Theater zurück.
Charlotte Bournonville starb 1911 in Kopenhagen und ist auf dem Friedhof der Kirche in Asminderød bei Fredensborg begraben.